# John Cena
John Felix Anthony Cena Jr (né le 23 avril 1977 à West Newbury (Massachusetts)) est un acteur, catcheur (lutteur professionnel) et rappeur américain. Il travaille à la World Wrestling Entertainment, en tant qu'agent libre, sous le nom de John Cena.
Il a commencé sa carrière de catcheur professionnel en 1999 dans la fédération indépendante de la Ultimate Pro Wrestling (UPW) où il a remporté le championnat du monde poids-lourds de l'UPW en 2000. En 2001, il signe un contrat à la World Wrestling Federation (WWF), qui sera rebaptisée plus tard World Wrestling Entertainment, et est envoyé dans le club-école de la fédération : la Ohio Valley Wrestling (OVW). Il prendra alors le nom de The Prototype. Il y remportera le championnat poids-lourds de l'OVW et rencontrera ses futurs rivaux comme Brock Lesnar, Randy Orton ou The Leviathan. En juin 2002, il fait ses débuts dans la division SmackDown, d'abord comme un catcheur générique, puis il prendra ensuite le gimmick d'un rappeur entre 2002 et 2004. Ce personnage fait mouche avec le public et John Cena commença à devenir l'un des favoris du public,. Considéré comme étant le visage de la WWE de 2005, jusqu'à la fin des années 2010, John Cena est cité par de nombreux vétérans de l'industrie tels que JBL, Paul Heyman ou Kurt Angle comme étant la plus grande star de tous les temps,.
John Cena a remporté dix-sept titres majeurs au cours de sa carrière : quatorze fois le championnat de la WWE et trois fois le championnat du monde poids-lourds. Il est le catcheur le plus titré de l'histoire du catch en termes de championnat mondiaux. Il est également cinq fois champion des États-Unis (dont il détient également le record du nombre de règnes), et quatre fois champion par équipes : deux fois champion du monde par équipes et deux fois champions par équipe de la WWE. Il est aussi le vainqueur du Royal Rumble de 2008, de 2013 et du Money in the Bank Ladder match de Raw de 2012. Il a été élu Superstar de l'année de la WWE à trois reprises (en 2009, 2010 et 2012). Il est le quatrième catcheur avec le plus grand nombre de jours combinés en tant que champion de la WWE, derrière Bruno Sammartino, Bob Backlund et Hulk Hogan. En 2018, John Cena se voit décerner le Muhammad Ali Legacy Award par le magazine Sport Illustrated.
Grâce à son succès dans le monde du catch, John Cena a commencé à s'illustrer au cinéma à partir de la deuxième moitié des années 2000, en tenant le rôle principal de quelques films tels que The Marine, 12 Rounds, The Wall et Ferdinand. Fin 2018, il tient le rôle principal aux côtés de Hailee Steinfeld dans le spin-off de la franchise Transformers, Bumblebee. Il est aussi prévu pour jouer le rôle de Duke Nukem dans le film homonyme. En 2021, il gagne en popularité devant le grand public, en obtenant des rôles importants dans les films à succès Fast and Furious 9 et The Suicide Squad.
John Cena a également eu une brève carrière musicale. Il a sorti en 2005 un album avec son cousin The Trademarc nommé You Can't See Me, qui contient notamment son thème d'entrée à la WWE.

## Biographie
John Felix Anthony Cena, Jr., est né le 23 avril 1977 à West Newbury, Massachusetts (États-Unis). Il est l'enfant de John Cena Sr, d'origine italienne et de Carol, d'origine canadienne-française et anglaise et a quatre frères, Steve, Dan, Matthew et Sean. Après avoir fréquenté la Cushing Academy à Ashburnham dans le Massachusetts, il intègre le Springfield College dans le Massachusetts, au sein duquel il fait partie de l'équipe de football américain avec le numéro 54. Il obtient ensuite un diplôme de « Physiologie de l'exercice » (étude des conséquences, des risques) des pratiques sportives, de la prévention de la blessure aux exercices de rééducations, et pense entamer une carrière dans le culturisme. En 1999, il participe au tournage du film Ready to Rumble en tant que figurant.

## Carrière de catcheur

### Débuts à l'Ultimate Pro Wrestling (1999-2001)
John Cena commence sa carrière dans le catch en intégrant l'Ultimate Pro Wrestling (UPW), basée en Californie. Pour ses débuts sur les rings de l'UPW, il adopte un personnage mi robot, mi humain du nom de The Prototype. Il obtient le premier titre de sa carrière le 27 avril 2000 en battant Smelly pour le championnat poids-lourds de l'UPW et perd le titre face à ce dernier le 24 mai,. Le 14 mars 2001, il dispute son dernier match dans cette fédération qu'il remporte face à C. W. Anderson.

### World Wrestling Federation / Entertainment (2001-...)

#### Ohio Valley Wrestling (2001-2002)
Cena est engagé par la World Wrestling Federation au printemps 2001, qui l'envoie dans son club-école, l'Ohio Valley Wrestling pour y poursuivre son entraînement. Pendant son passage, il conserve son pseudonyme de The Prototype, parfois abrégé en Mr. P. Il remporte les championnats par équipes de la OVW avec Rico Constantino le 15 août 2001 en battant en finale d'un tournoi les Disciples of Synn. Ils conservent les ceintures jusqu'au 30 octobre où ils sont battus par les Minnesota Stretching Crew (Shelton Benjamin et Brock Lesnar).
Il prend également possession du championnat poids-lourds de la OVW le 20 février 2002 en battant The Leviathan. Il abandonne le titre au profit de Nova le 15 mai 2002 dans le cadre de son départ pour SmackDown.

#### Débuts dans le roster principal (2002-2003)
Le 27 juin 2002 à SmackDown, John Cena perd contre Kurt Angle. Après le match il propose à son adversaire de lui serrer la main mais Kurt Angle préfère quitter le ring. Après le match, Cena est félicité par l'Undertaker, Billy Kidman, Rikishi et Faarooq.

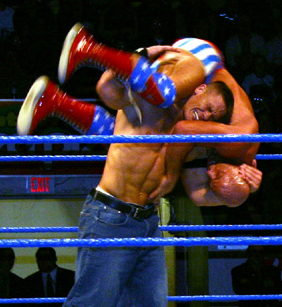
John Cena effectuant son Attitude Adjustment sur Kurt Angle.

Dans les semaines suivantes, Cena a commence sa première rivalité contre Chris Jericho et il l'a battu dans son premier match en pay-per-view à Vengeance.

En octobre 2002, Cena effectue un heel turn en attaquant Kidman et le bat lors du 17 octobre dans un match simple.
Dans les semaines suivantes, Cena adopte un nouveau personnage de rappeur qui coupe des promos en rimant. Il a aussi adopté le slogan « Word Life ». À Rebellion, Cena fait équipe avec Dawn Marie pour perdre contre Billy Kidman et Torrie Wilson.
Début 2003, Cena reçoit un nouveau manager, Bull Buchanan.
Il participe ensuite au Royal Rumble en entrant en 18e position mais se fait éliminer par l'Undertaker.
Après WrestleMania XIX, auquel il ne prend pas part, il commence une rivalité avec le champion de la WWE, Brock Lesnar pour le championnat de la WWE, qu'il ne parvient pas à battre lors de Backlash.
Cena s'allie ensuite à Chuck Palumbo pour battre Chris Benoit et Spanky à Judgment Day. Il perd ensuite contre l'Undertaker à Vengeance.
Après avoir perdu contre Kurt Angle à No Mercy, Cena fait un face turn quand il rejoint l'équipe d'Angle pour les Survivor Series, où Cena et Chris Benoit étaient les deux derniers survivants,. Lors du Tribute to the Troops, il bat Big Show.

#### Champion des États-Unis (2004-2005)

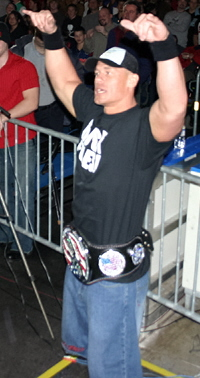
John Cena en tant que champion des États-Unis en 2005. Ce sera son premier titre à la WWE.

Le 25 janvier 2004, lors du Royal Rumble, il se fait éliminer par Big Show.
Par la suite, il échoue à No Way Out, face au Big Show et à Kurt Angle dans un match triple menace pour le Championnat de la WWE, au profit de ce dernier. Par la suite, il bat Big Show à WrestleMania XX, et remporte son premier titre à la WWE : le championnat des États-Unis.
Il conserve son titre à Judgment Day contre René Duprée. Lors de The Great American Bash, il bat René Duprée, Booker T et Rob Van Dam dans un match à quatre à élimination pour conserver son titre. Lors de SummerSlam, John Cena bat Booker T dans un Best of Five Series match pour conserver son titre. Le 8 juillet son règne de quatre mois prend fin, se faisant retirer le titre par Kurt Angle après qu'il l'a mis à terre, par conséquent attaquant un officiel. Il récupère le titre en battant Booker T à No Mercy dans un combat où la stipulation est la même qu'à SummerSlam. Cependant, il reperd le titre face à Carlito Caribbean Cool la semaine suivante, qui faisait ses débuts.
Après sa défaite contre Carlito, les deux hommes commencent une rivalité, pendant laquelle John Cena est (kayfabe) poignardé dans le rein dans une boîte de nuit de Boston par le garde du corps de Carlito, Jesús,. Cette fausse blessure est utilisée pour lui permettre de se retirer et de tourner le film The Marine.
Dès son retour en novembre, il récupère le titre des mains de Carlito, voulant à ce moment « customiser » la ceinture avec une sorte de roue dessus. Lors des Survivors Series, John Cena fait partie de l'équipe d'Eddie Guerrero, qui bat celle de Kurt Angle. À Armageddon, il conserve le titre contre Jesús.

#### Champion de la WWE et blessure (2005-2007)

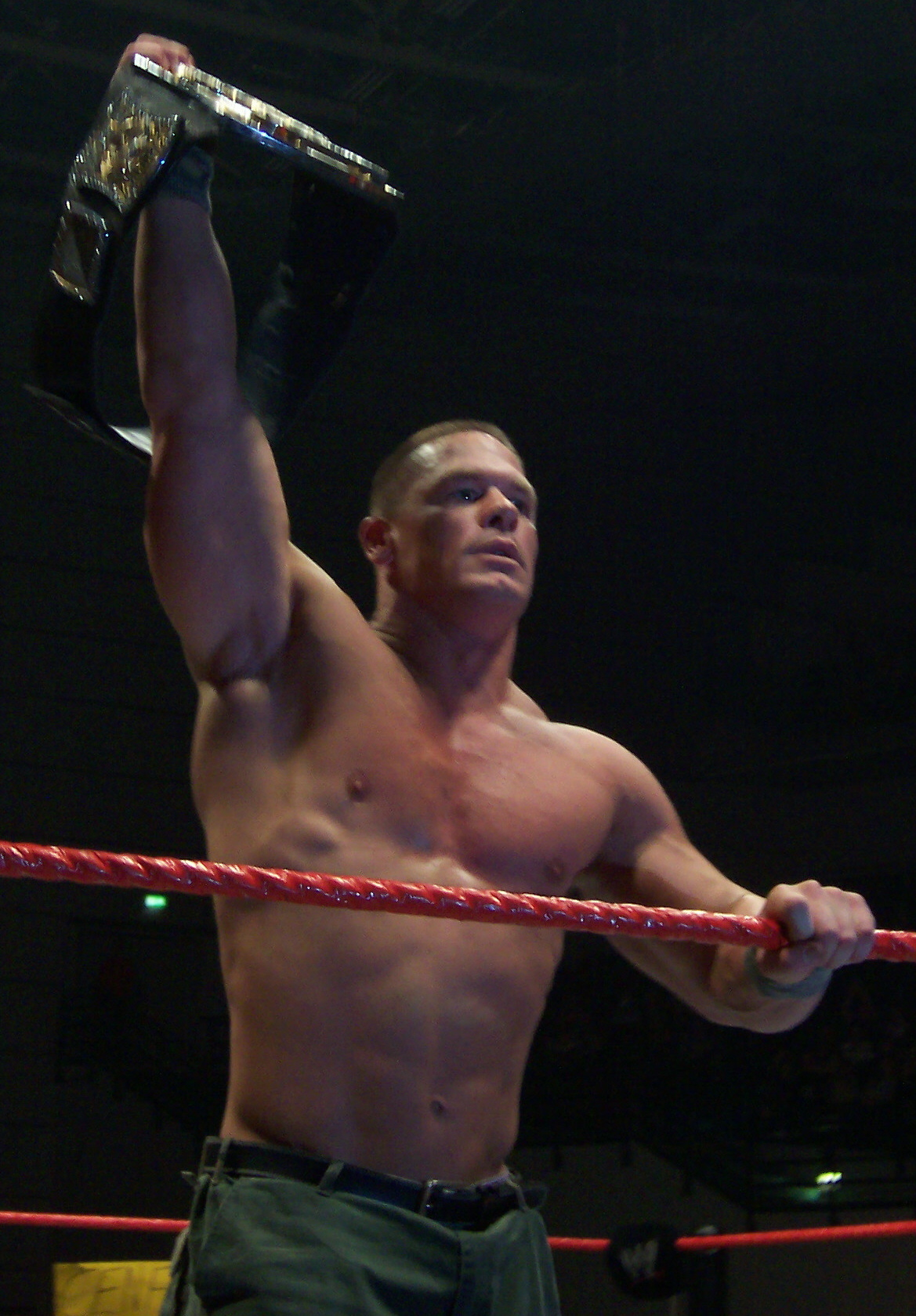
John Cena en tant que WWE Champion en 2007.

Le 30 janvier 2005 au Royal Rumble, il participe au Royal Rumble Match en entrant en 25e position avant de se faire éliminer en dernier par le futur gagnant Batista.
Le 3 mars à SmackDown, il perd le titre des États-Unis contre Orlando Jordan à la suite d'une attaque de JBL.
Cena entre alors en rivalité avec ce dernier pour le WWE Championship, qu'il bat à WrestleMania 21 pour remporter son premier titre mondiale à la fédération. À Judgment Day, il conserve son titre contre JBL dans un sanglant I Quit Match.
Le 6 juin, John Cena est drafté à Raw.
Lors de Vengeance, il conserve son titre contre Chris Jericho et Christian dans un Triple Threat match. Lors de SummerSlam, il conserve son titre contre Chris Jericho. Lors d'Unforgiven, il conserve son titre contre Kurt Angle.
Lors de Taboo Tuesday, il conserve son titre contre Kurt Angle et Shawn Michaels dans un Triple Threat match. Aux Survivor Series, il conserve son titre contre Kurt Angle.
Il finit par perdre le titre début 2006, le 8 janvier lors de New Year's Revolution contre Edge,. Son règne s'arrête à 280 jours et bat le record de l'ancien champion JBL.
Il récupère le titre contre Edge au Royal Rumble, puis le conserve contre Triple H à WrestleMania 22. La réaction négative du public s'intensifie quand il perd son titre pour la seconde fois contre Rob Van Dam à One Night Stand, à la suite d'une intervention d'Edge. Lors de Vengeance, il bat Sabu dans un Extreme Lumberjack Match. À SummerSlam, il ne récupère pas le titre de la WWE, battu par Edge.
Il le récupère finalement à Unforgiven en battant Edge dans un TLC Match. À Cyber Sunday, il perd contre King Booker et ne remporte pas le World Heavyweight Championship de ce dernier lors d'un Triple Threat Match qui incluaient également le champion de la ECW, Big Show. Aux Survivor Series, la Team Cena bat la Team Big Show lors d'un Traditionnal Survivor Series Tag Team Match avec John Cena et Bobby Lashley en seuls survivants. Lors d'Armageddon, John Cena et Batista (champion du monde poids-lourds) battent Finlay et King Booker. Lors du Tribute to the Troops, il bat Edge[pertinence contestée].
Le 7 janvier 2007, il parvient à conserver son titre de la WWE lors de New Year's Revolution en battant Umaga, lui infligeant sa première défaite, puis au Royal Rumble en battant le même adversaire dans un « Last Man Standing Match ». Le lendemain à RAW, Shawn Michaels et lui remportent les championnats du monde par équipes contre Rated-RKO (Edge et Randy Orton), Cena devenant un double champion. Lors de No Way Out, Michaels et lui battent Batista et l'Undertaker.
À WrestleMania 23, il bat Michaels et conserve le championnat de la WWE.
Le lendemain à RAW, lui et Shawn Michaels perdent les World Tag Team Championship contre les Hardy Boyz dans une bataille royale à dix équipes, après que Shawn Michaels se soit retourné contre lui en l'éliminant coûtant à l'équipe les titres.
Lors de Backlash, il conserve le titre de la WWE dans un Fatal Four Way Match, qui incluait Shawn Michaels, Edge et Randy Orton. Lors de Judgment Day, il conserve contre The Great Khali. Lors de One Night Stand, il conserve de nouveau son titre contre Khali.
Lors de Vengeance : Night of Champions, il conserve son titre dans un Challenge Match qui incluait King Booker, Bobby Lashley, Randy Orton et Mick Foley. Lors de The Bash, il conserve son titre contre Bobby Lashley. Lors de SummerSlam, il conserve son titre contre Randy Orton. À Unforgiven, il conserve de nouveau son titre contre Orton.
Le 1er octobre à RAW, il se déchire le muscle pectoral en exécutant un Hip Toss sur Mr. Kennedy, qu'il bat. Le lendemain, il est opéré car son muscle pectoral est complètement déchiré de l'os, sa blessure nécessitant entre six mois et un an d'absence.
De ce fait, il se fait retirer le titre après 380 jours de règne, mettant un terme au plus long règne du championnat de la WWE des vingt-cinq dernières années. Ce record est battu en 2012 par CM Punk.

#### Retour et Double champion du monde poids-lourds (2008-2009)

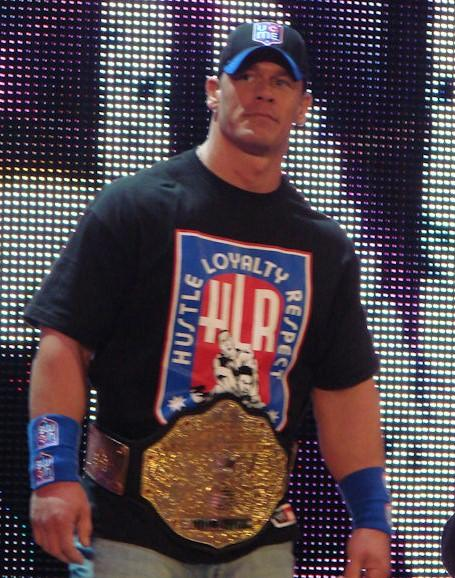
John Cena avec le championnat du monde poids-lourd en janvier 2009.

Le 27 janvier 2008, il fait son grand retour surprise lors du Royal Rumble, en entrant en 30e et dernière position, éliminant Carlito, Chavo Guerrero, Mark Henry et Triple H pour remporter le Royal Rumble Match, ce qui lui donne une chance pour un championnat mondial à WrestleMania.
Le lendemain à RAW, il annonce qu'il ne peut attendre jusqu'à WrestleMania et qu'il décide de tirer profit de son opportunité pour le titre à No Way Out, ce que Randy Orton accepte. À No Way Out, il bat Randy Orton par disqualification mais n'obtient pas le titre.
À WrestleMania 24, il perd contre Randy Orton et ne remporte pas le WWE Championship lors d'un Triple Threat Match qui incluait également Triple H.
À Backlash, il perd le Fatal Four Way Elimination Match pour le titre de la WWE contre JBL, Randy Orton et Triple H, au profit de ce dernier. Il commence ensuite une feud contre JBL qu'il bat à Judgment Day, ainsi qu'à One Night Stand dans un First Blood Match.
Lors de Night of Champions, il perd contre Triple H et ne remporte pas le Championnat de la WWE. Il affronte ensuite JBL et perd contre lui à The Great American Bash dans un New York City Parking Lot Brawl.
Le 4 août à RAW, lui et Batista remportent les World Tag Team Championship en battant Ted DiBiase Jr et Cody Rhodes, avant de les perdre la semaine suivante contre ces mêmes adversaires.
Lors de SummerSlam, il perd contre Batista et attrape une hernie discale au cou. Malgré cela, le lendemain à RAW, il bat Cody Rhodes et Ted DiBiase dans un Handicap Match et se qualifie pour le Scramble Match à Unforgiven. Cependant, il est jugé incapable de remonter sur le ring, et est donc remplacé par Rey Mysterio.
Aux Survivor Series, il fait son retour en battant Chris Jericho pour remporter le Championnat du monde poids-lourd pour la première fois de sa carrière. Il conserve son titre à Armaggedon contre le même adversaire.
Le 25 janvier 2009 au Royal Rumble, il bat JBL et conserve son titre, malgré l'intervention de Shawn Michaels.
Lors de No Way Out, il perd sa ceinture lors de l'Elimination Chamber au profit d'Edge qui l'élimina en dernier pour la victoire, au cours d'un match qui incluait également Kane, Mike Knox, Chris Jericho et Rey Mysterio.
À WrestleMania 25, il bat Edge et le Big Show dans un Triple Threat Match et remporte le World Heavyweight Championship pour la deuxième fois. Lors de Backlash, il perd le titre face à Edge dans un Last Man Standing match, à la suite d'une intervention du Big Show qui est venu lui infliger un Chokeslam à travers un projecteur. Après le match, il fut évacué sur une civière.
Il commence alors une rivalité avec Big Show, qu'il bat à Judgment Day, puis à Extreme Rules, lors d'un Submission Match grâce à son STF. Lors de The Bash il bat The Miz.
Il échoue à décrocher le titre de la WWE à Night of Champions contre Randy Orton dans un Triple Threat Match qui impliquait également Triple H, puis échoue de nouveau à SummerSlam contre Randy Orton.

#### Quadruple champion de la WWE et rivalité avec Randy Orton, Batista et la Nexus (2009-2010)

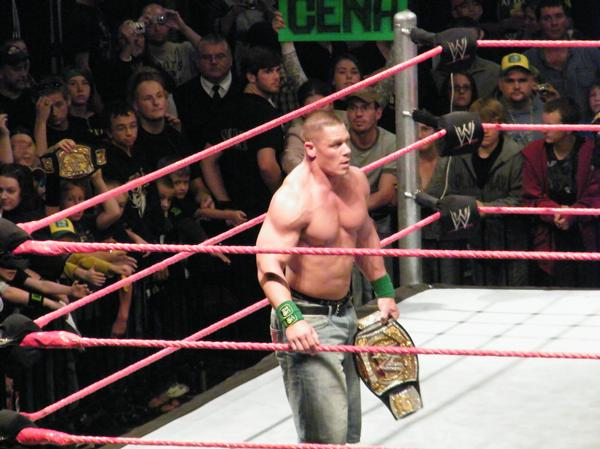
John Cena avec le championnat de la WWE en septembre 2009.

John Cena finit par remporter pour la 4e fois le Championnat de la WWE à Breaking Point face à Randy Orton dans un « I Quit » match, avant de le perdre à Hell in a Cell contre le même adversaire.
Il le regagne lors de Bragging Rights contre Orton (6 décisions à 5) lors d'un Iron Man Match d'une heure, remportant ainsi le titre pour la 5e fois de sa carrière. Il le conserve aux Survivor Series dans un Triple Threat Match incluant Triple H et Shawn Michaels, puis lors du Tribute to the Troops contre Chris Jericho.
Lors de TLC, il perd son titre dans un Tables Match face à Sheamus, la sensation de cette fin d'année. Lors des Slammy Awards, il devient la superstar de l'année 2009.
Le 31 janvier 2010 au Royal Rumble, il rentre en 19e position, élimine Shelton Benjamin, Yoshi Tatsu, Kofi Kingston et Batista avant de se faire éliminer en dernier par Edge.
Lors de Elimination Chamber, il remporte le Championnat de la WWE dans l'Elimination Chamber Match de RAW en battant Sheamus, Kofi Kingston, Ted DiBiase, Randy Orton et Triple H, éliminant ce dernier pour la victoire. Après le match, Vince McMahon annonce qu'il doit immédiatement défendre son titre contre Batista, qui le bat après une Batista Bomb. Il parvient à récupérer le titre face à Batista à WrestleMania 26 en le poussant à l'abandon avec un STF, puis à le conserver contre lui lors de Extreme Rules dans un Last Man Standing match, ainsi qu'à Over the Limit dans un I Quit Match.

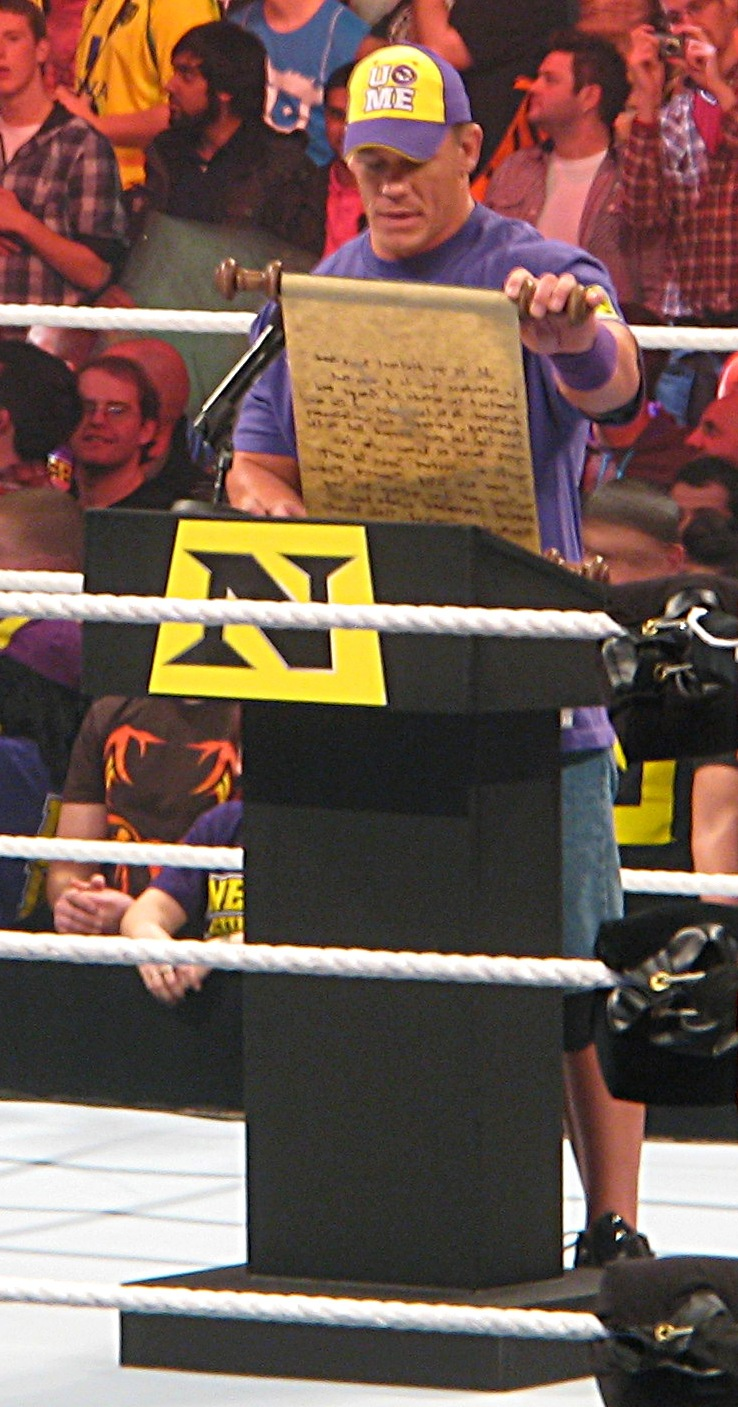
Cena en tant que membre de la Nexus.

Lors du RAW du 7 juin, il affronte CM Punk. Pendant le match, il est attaqué par tout le roster de la saison 1 de NXT, qui se fera appeler plus tard The Nexus.
Durant les semaines suivantes, la Nexus (Wade Barrett, David Otunga, Skip Sheffield, Heath Slater, Justin Gabriel, Michael Tarver et Darren Young) s'attaque aux catcheurs et aux officiels de la WWE, mais s'occupe principalement d'intervenir dans les matchs de John Cena, lui coûtant même le titre lors de Fatal 4-Way, au profit de Sheamus dans un Fatal Four Way Match qui incluait également Randy Orton et Edge, ainsi qu'à Money in the Bank, où il perd face à Sheamus dans un Steel Cage match, à cause d'une nouvelle interférence de la Nexus.
La rivalité avec la Nexus emmène à un match à SummerSlam, où Cena, avec son équipe composée d'Edge, Chris Jericho, John Morrison, R-Truth, Bret Hart et Daniel Bryan gagne.
À Night of Champions, il perd au profit de Randy Orton un Six Pack Elimination Challenge pour le Championnat de la WWE (qui incluait aussi Sheamus, Barrett, Edge et Jericho).
À Hell in a Cell, il perd contre Wade Barrett à la suite d'une intervention de Husky Harris et Michael McGillicutty, deux participants de la saison 2 de NXT (qui rejoindront plus tard la Nexus), et est contraint de rejoindre la Nexus.
Lors de Bragging Rights, il gagne les WWE Tag Team Championship avec David Otunga face à Cody Rhodes et Drew McIntyre. Ils perdent les titres le lendemain face à Heath Slater et Justin Gabriel, sur ordre de Wade Barrett.
Lors des Survivor Series, il arbitre le match entre Randy Orton et Wade Barrett, match qu'Orton remporte. À la suite de la défaite de Barrett, ce dernier le renvoi (scénaristiquement) de la fédération.
Il est réengagé par Wade Barrett après l'avoir battu à TLC dans un Chairs match. Lors du Tribute to the Troops, lui, Randy Orton et Rey Mysterio battent The Miz, Alberto Del Rio et Wade Barrett.

#### Rivalité avec The Miz, CM Punk et Kane (2011-2012)
Le 30 janvier 2011 lors du Royal Rumble, il se fait éliminer par The Miz alors que ce dernier ne participait pas au Royal Rumble Match. Lors de l'Elimination Chamber, il remporte l'Elimination Chamber match pour la deuxième année consécutive, obtenant le droit d'affronter The Miz pour le Championnat de la WWE à WrestleMania 27.
Le lendemain à RAW, lui et The Miz remportent les titres par équipes contre Justin Gabriel et Heath Slater, mais les reperdent juste après dans un match revanche, à la suite d'une trahison du Miz.
En plus de sa rivalité avec The Miz, John Cena en commence une autre avec The Rock, qui fait son retour le 14 février à RAW pour annoncer qu'il sera le Guest Host de WrestleMania. Cette rivalité aboutit à une attaque de The Rock sur John Cena lors de son match lors de WrestleMania 27 face à The Miz, ce qui coûtera la victoire à John Cena et donc le titre WWE.
Le lendemain à RAW, The Rock et John Cena officialisent un match pour WrestleMania 28, à Miami, terre natale du Rock, un an à l'avance.
Lors d'Extreme Rules, il remporte son 8e titre de la WWE contre The Miz et John Morrison dans un Steel Cage Match. Il parvient à conserver son titre face au Miz à Over The Limit dans un « I Quit » match, puis face à R-Truth à Capitol Punishment.
Cena entame ensuite une rivalité avec CM Punk contre qui il perd le titre à Money in the Bank,, à cause d'une malencontreuse intervention de Vince McMahon,.
La semaine suivante à RAW, il bat Rey Mysterio et remporte pour la 9e fois de sa carrière le Championnat de la WWE,. Il devient au passage le catcheur ayant remporté le plus de fois ce titre (l'ancien record était de Triple H qui l'avait remporté 8 fois). Après le match, le vrai Champion de la WWE CM Punk fait son retour et le confronte.
Lors du SummerSlam, il perd contre Punk dans un "Champion vs Champion match" pour déterminer le Champion Incontesté de la WWE où Triple H était l'arbitre spécial. John Cena obtient une nouvelle chance au titre détenu par Alberto Del Rio à Night of Champions. Il remporte le match et devient donc Champion de la WWE pour la 10e fois. Il perd le titre deux semaines après à Hell in a Cell dans un Triple Threat Hell in a Cell match contre CM Punk et Alberto Del Rio après que ce dernier fait le tombé sur CM Punk, alors que John Cena était enfermé à l'extérieur de la cage. Lors de Vengeance, John Cena perd contre Alberto Del Rio dans un Last Man Standing match et ne récupère pas le championnat de la WWE.
John Cena commence ensuite une rivalité avec The Awesome Truth (R-Truth et The Miz), qui interviennent dans son match face à Alberto Del Rio pour le titre à Vengeance. Lors des Survivor Series, lui, et son futur adversaire The Rock battent The Awesome Truth. Après leur victoire, The Rock lui porte un Rock Bottom.
Lors des Slammy Award, il remporte le Slammy Award du Révolutionnaire de l'année pour l'annonce de son match à WrestleMania XXVIII. Le même soir, il affronte Mark Henry mais le match se termine en No Contest à la suite de l'intervention de Kane, de retour masqué, qui lui porte un Chokeslam. Il entame alors une rivalité avec lui.
Le 29 janvier 2012 au Royal Rumble, son match avec Kane se finit par un double décompte à l'extérieur, avant qu'il ne batte ce dernier lors d'Elimination Chamber dans un Ambulance Match.

#### Rivalité avec The Rock (2012-2013)

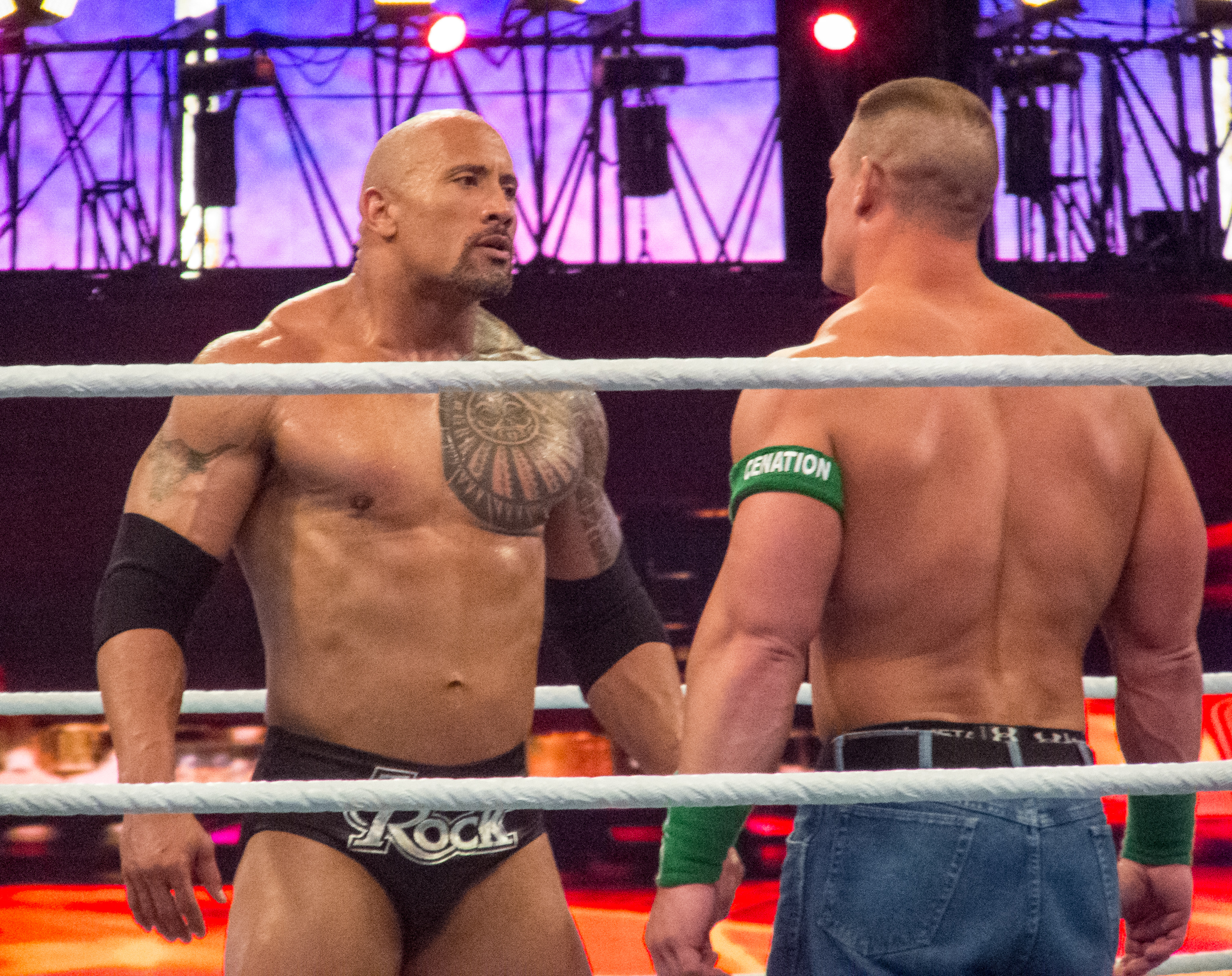
John Cena et The Rock avant leur match à WrestleMania 28.

À l'approche de WrestleMania 28, il reprend sa rivalité avec The Rock, le critiquant verbalement pendant les semaines précédent WrestleMania. Le jour de WrestleMania 28, John Cena et The Rock se livrent une bataille de 30 minutes. C'est The Rock qui finit par remporter le match à la suite d'un Rock Bottom après avoir contré une People's Elbow de John Cena.
Le lendemain à RAW, il s'adresse au public concernant son match de la veille, mais Brock Lesnar effectue son retour à la fédération et lui porte son F-5. Les deux hommes s'affrontent alors dans un Extreme Rules match à Extreme Rules, où Cena sort victorieux.
Il entame ensuite une rivalité avec John Laurinaitis, où à Over the Limit, il perd contre ce dernier à cause d'une intervention du Big Show. Cena affronte alors le Big Show à No Way Out et le bat, provoquant le renvoi de Laurinaitis par Vince McMahon.
Il repart alors en course pour le championnat de la WWE, où il décroche la mallette lors du Money in the Bank Ladder match de Money in the Bank. Il utilise sa mallette lors du 1000e épisode de RAW face à CM Punk, mais gagne par disqualification à la suite d'une intervention du Big Show. Il devient ainsi le premier Mr. Money in the Bank à ne pas remporter le titre avec la mallette.
Il obtient un match pour le titre de la WWE face à CM Punk et le Big Show à SummerSlam, match remporté par CM Punk. John Cena obtient un nouveau match de championnat face à CM Punk à Night of Champions. Il ne remportera pas le titre car le match est déclaré nul à la suite d'un double tombé. Il est annoncé dans la journée du lendemain que John Cena s'est fait une entorse à la cheville gauche durant le match, sans gravité. Il est alors en repos pour quelques semaines, afin de subir une opération visant à retirer des morceaux de cartilage dans le coude droit.
John Cena affronte CM Punk et Ryback lors des Survivor Series pour le championnat de la WWE, mais CM Punk sort à nouveau victorieux du match, à la suite d'une intervention d'un nouveau clan appelé The Shield (composé de Dean Ambrose, Seth Rollins et Roman Reigns). En fin d'année, John Cena entre en rivalité avec Dolph Ziggler, qu'il affronte à TLC dans un Ladder match, où le Money in the Bank de Dolph Ziggler est mis en jeu. Il perd le match, à la suite d'une intervention d'AJ Lee. Lors du Tribute to the Troops, il bat Antonio Cesaro.
Le 27 janvier 2013 au Royal Rumble, John Cena remporte le Royal Rumble match pour la seconde fois de sa carrière (après celui de 2008) en éliminant en dernier Ryback.
Il obtient donc un match de championnat mondial à WrestleMania 29. Il décide d'affronter le champion de la WWE, The Rock, afin de prendre sa revanche à la suite de leur match de l'année dernière. Lors de Elimination Chamber, il perd avec Sheamus et Ryback contre The Shield.
Lors de Wrestlemania 29, il bat The Rock, remporte le WWE Championship pour la 11e fois de sa carrière et prend ainsi sa revanche sur lui.
Lors de Extreme Rules, le combat entre lui et Ryback s'est terminé en No-Contest. Lors de Payback, il bat Ryback dans un Three Stages of Hell Match. Lors de Money In The Bank, il bat Mark Henry par soumission et conserve son titre. Lors de SummerSlam, il perd son titre contre Daniel Bryan. Ce dernier perdra cependant le titre juste après l'encaissement de mallette de Randy Orton. Le lendemain, il annonce qu'il doit se faire opérer de son coude.

#### Triple champion du monde poids-lourds, rivalité avec Randy Orton, dodécuple champion de la WWE et rivalité avec Brock Lesnar et l'Autorité (2013-2014)

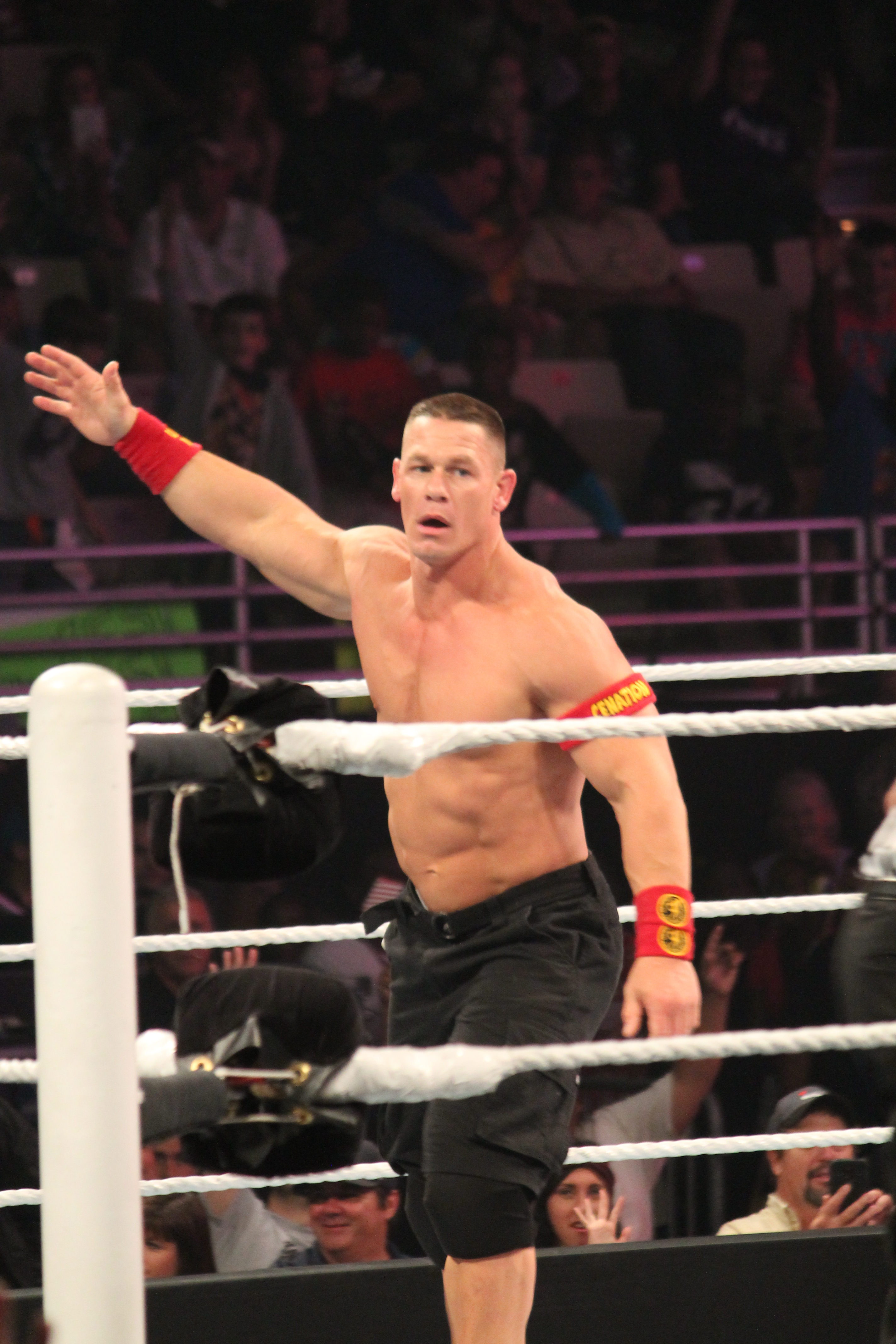
John Cena en septembre 2014.

Lors de Hell in a Cell, il bat Alberto Del Rio et remporte le World Heavyweight Championship pour la troisième fois de sa carrière. Grâce à cette victoire, il prend la deuxième place au nombre de titres mondiaux remporté en carrière avec 14 titres, devant Triple H (13) et n'est plus qu'à deux longueurs de Ric Flair (16).
Lors de RAW du 28 octobre, il conserve son titre face à Damien Sandow qui avait encaissé son contrat Money in the Bank. Lors des Survivor Series, il bat Alberto Del Rio et conserve son titre.
Lors de TLC, il perd son titre face à Randy Orton qui devient WWE World Heavyweight Champion.
Lors du Tribute to the Troops, lui, Daniel Bryan et CM Punk battent The Wyatt Family (Bray Wyatt, Luke Harper et Erick Rowan).
Le 26 janvier 2014 au Royal Rumble, il ne remporte pas le titre mondial poids-lourds de la WWE, battu par Randy Orton dans un No Disqualification Match et distrait par la Wyatt Family pendant le combat.
Le 23 février à Elimination Chamber, il ne remporte pas, une nouvelle fois, le titre mondial poids-lourds de la WWE, battu par son même adversaire dans un Elimination Chamber Match, qui inclut également Christian, Cesaro, Daniel Bryan et Sheamus.
Le 6 avril à WrestleMania XXX, il bat Bray Wyatt. Le 4 mai à Extreme Rules, il perd le match revanche face à son même adversaire dans un Steel Cage Match. Le 1er juin à Payback, il rebat son rival dans un Last Man Standing Match.
Le 29 juin à Money in the Bank, il redevient champion du monde poids-lourds de la WWE en battant Alberto Del Rio, Bray Wyatt, Cesaro, Kane, Randy Orton, Roman Reigns et Sheamus dans un Ladder Match, remportant le titre pour la douzième fois.
Le 20 juillet à Battleground, il conserve son titre en battant Kane, Randy Orton et Roman Reigns dans un Fatal-4-Way Match. Le 17 août à SummerSlam, il perd face à Brock Lesnar, ne conservant pas son titre. Le 21 septembre à Night of Champions, il bat son même adversaire par disqualification, à la suite d'une intervention extérieure de Seth Rollins, mais ne remporte pas le titre mondial poids-lourds de la WWE.
Le 26 octobre à Hell in a Cell, il bat Randy Orton dans un Hell in a Cell Match. Le 23 novembre aux Survivor Series, l'équipe Cena (Big Show, Dolph Ziggler, Erick Rowan, Ryback et lui) bat celle de l'Autorité (Kane, Seth Rollins, Luke Harper, Mark Henry, Rusev) dans un 5-on-5 Traditional Man's Survivor Series Elimination Match, grâce à Sting qui faisait ses débuts, destituant l'équipe adverse de ses pouvoirs. Le 14 décembre à TLC, il bat Seth Rollins dans un Tables Match.

#### Quintuple champion des États-Unis de la WWE et blessure (2015-2016)

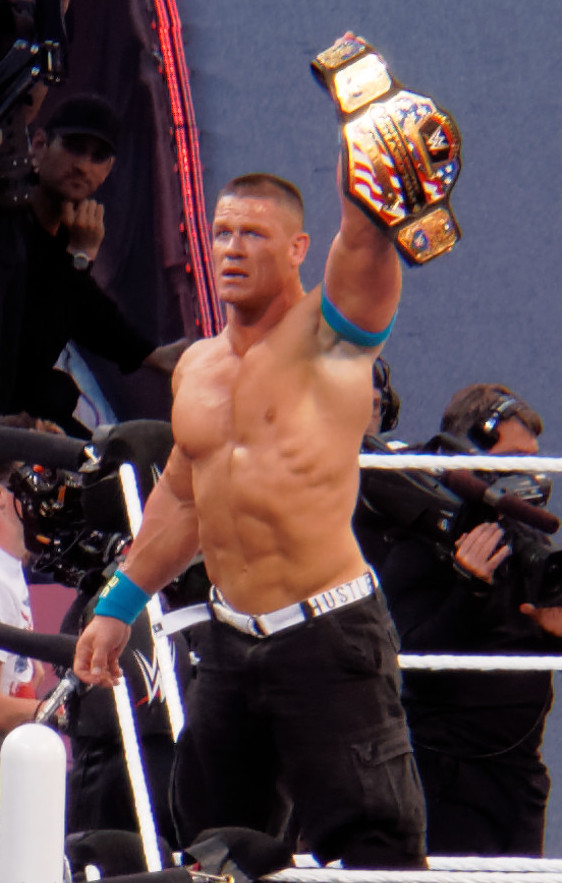
John Cena après avoir remporté le Championnat des États-Unis de la WWE à WrestleMania 31, le 29 mars 2015.

Le 25 janvier 2015 au Royal Rumble, il ne remporte pas le titre mondial poids-lourds de la WWE, battu par Brock Lesnar dans un Triple Threat Match, qui inclut également Seth Rollins. Le 22 février à Fastlane, il ne remporte pas le titre des États-Unis de la WWE, battu par Rusev par K.O. Le 29 mars à WrestleMania 31, il redevient champion des États-Unis de la WWE en battant son même adversaire, remportant le titre pour la quatrième fois.
Le 26 avril à Extreme Rules, il conserve son titre en rebattant son rival dans un Russian Chain Match. Le 17 mai à Payback, il conserve son titre en rebattant le Bulgare par soumission dans un «I Quit» Match. Le 31 mai à Elimination Chamber, il perd face au champion de la NXT, Kevin Owens, dans un Champion vs. Champion Match. Le 14 juin à Money in the Bank, il prend sa revanche sur son même adversaire.
Le 19 juillet à Battleground, il conserve son titre en battant le Canadien par soumission. Le 23 août à SummerSlam, il ne remporte pas le titre mondial poids-lourds de la WWE, battu par Seth Rollins dans un Title vs. Title Winner Takes All Match, ne conservant pas son titre et mettant fin à un règne de 147 jours. Le 20 septembre à Night of Champions, il redevient champion des États-Unis de la WWE en battant son même adversaire, remportant le titre pour la cinquième fois.
Le 25 octobre à Hell in a Cell, il perd face à Alberto Del Rio, ne conservant pas son titre et mettant fin à un règne de 35 jours.
Le 7 janvier 2016, il doit suivre une rééducation physique, après avoir subi une opération chirurgicale à la suite d'une blessure à l'épaule droite, déclarant forfait pour le Royal Rumble et s'absentant pendant 3 mois.

#### Retour de blessure, tridécuple champion de la WWE et diverses rivalités (2016-2017)

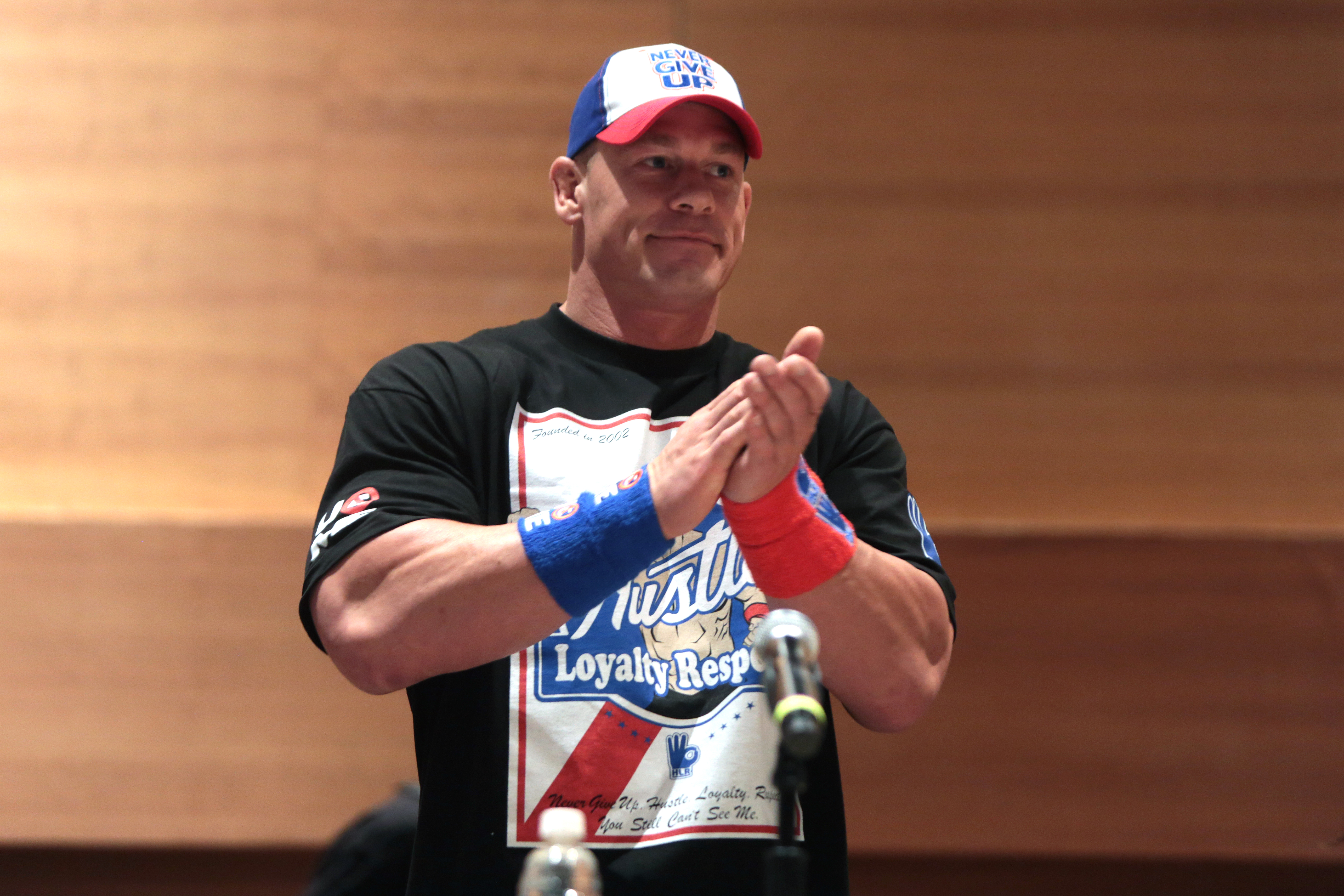
John Cena, ici en octobre 2016, remporte son 16e championnat mondial à l'édition 2017 du Royal Rumble après avoir battu AJ Styles. Il égale le record de Ric Flair.

Le 2 avril à WrestleMania 32, il effectue son retour de blessure, après 3 mois d'absence, en venant en aide au Rock, attaqué par la Wyatt Family après avoir battu Erick Rowan. Le 19 juin à Money in the Bank, il perd face à AJ Styles.
Le 24 juillet à Battleground, Enzo Amore, Big Cass et lui battent The Club dans un 6-Man Tag Team Match. Le 21 août à SummerSlam, il reperd face à AJ Styles.
Le 9 octobre à No Mercy, il ne remporte pas le titre de la WWE, battu par AJ Styles dans un Triple Threat Match, qui inclut également Dean Ambrose.
Le 29 janvier 2017 au Royal Rumble, il redevient champion de la WWE en battant AJ Styles, remportant le titre pour la treizième fois de sa carrière et égalant également Ric Flair avec 16 titres personnels à son palmarès. Le 17 février à Elimination Chamber, il perd un Elimination Chamber Match face à Bray Wyatt, qui inclut également AJ Styles, Baron Corbin, Dean Ambrose et The Miz, ne conservant pas son titre.
Le 2 avril à WrestleMania 33, Nikki Bella et lui battent Maryse et le Miz. Après le combat, il demande sa compagne en mariage, ce qu'elle accepte, et ils échangent un baiser.
Le 23 juillet à Battleground, il bat Rusev dans un Flag Match. Le 20 août à SummerSlam, il bat Baron Corbin. Le 25 septembre à No Mercy, il perd face à Roman Reigns.
Le 19 novembre aux Survivor Series, l'équipe SmackDown (Shane McMahon, Randy Orton, Bobby Roode, Shinsuke Nakamura et lui) perd face à celle de Raw (Kurt Angle, Braun Strowman, Samoa Joe, Finn Bálor et Triple H) dans un 5-on-5 Traditional Survivor Series Man's Elimination Match.

#### Diverses rivalités et apparitions occasionnelles (2018-2024)

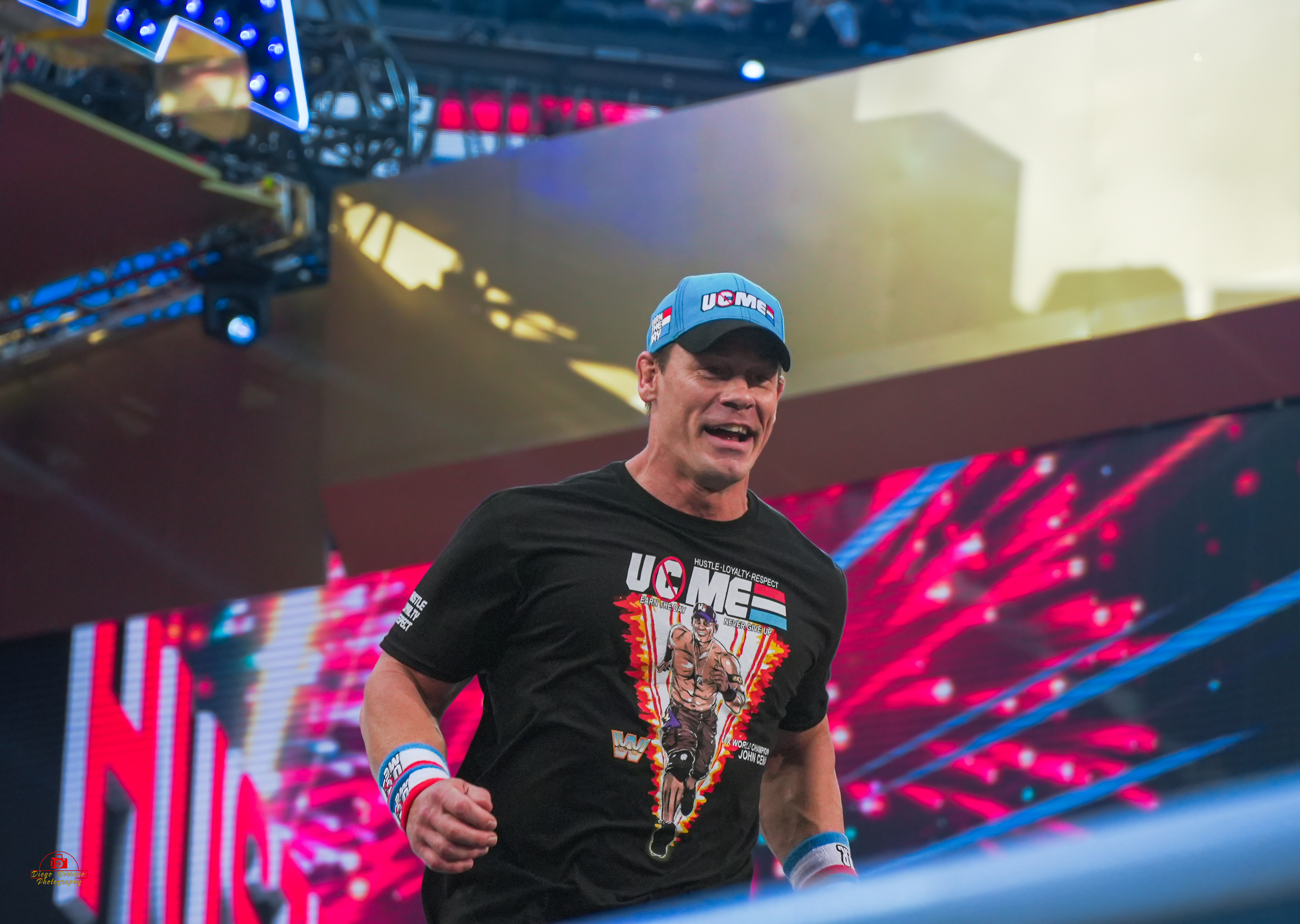
John Cena en 2023.

Le 28 janvier 2018 au Royal Rumble, il entre dans le Royal Rumble masculin en 20e position, élimine The Hurricane, Finn Bálor et Elias, avant d'être lui-même éliminé par le futur vainqueur, Shinsuke Nakamura. Le 25 février à Elimination Chamber, il perd un Elimination Chamber Match face à Roman Reigns, qui inclut également Braun Strowman, Elias, Finn Bálor, Seth Rollins et The Miz, ne devenant pas aspirant no 1 au titre Universel de la WWE à WrestleMania 34. Le 10 mars à Fastlane, il ne remporte pas le titre de la WWE, battu par AJ Styles dans un 6-Pack Challenge, qui inclut également Baron Corbin, Dolph Ziggler, Kevin Owens et Sami Zayn.
Le 8 avril à WrestleMania 34, alors qu'il était dans le public, il attaque Elias qui l'insulte, puis perd face à l'Undertaker en moins de 3 minutes. Le 27 avril au Greatest Royal Rumble, il bat Triple H.
Le 6 octobre à Super Show-Down, Bobby Lashley et lui battent Kevin Owens et Elias.
Le 1er janvier 2019 à SmackDown Live, il fait son retour télévisé. Plus tard dans la soirée, Becky Lynch et lui battent Zelina Vega et Andrade. Le 27 janvier, la WWE annonce qu'il est retiré du Royal Rumble, à cause d'une blessure à la cheville.
Le 7 avril à WrestleMania 35, il refait son apparition, avec sa gimmick du Dr of Thuganomics, où il insulte Elias avec des punchlines rimées, avant de lui porter un FU.
Le 22 juillet à Raw Reunion, il fait une apparition aux côtés des Usos et de leur père Rikishi.
Le 28 février 2020 à SmackDown, il effectue son retour et annonce sa non-participation à WrestleMania 36, jusqu'à ce que The Fiend Bray Wyatt apparaisse et le défie dans un match au pay-per-view.
Le 5 avril à WrestleMania 36, il perd face à The Fiend Bray Wyatt dans un Firefly Funhouse Match.
Le 18 juillet 2021 à Money in the Bank, il effectue son retour en confrontant Roman Reigns, après la conservation du titre Universel de ce dernier sur Edge. Le 21 août à SummerSlam, il ne remporte pas le titre Universel de la WWE, battu par le Samoan.
Le 27 juin 2022 à Raw, il fait son apparition dans le show rouge pour célébrer ses 20 ans de carrière en tant que catcheur.
Le 30 décembre à SmackDown, il effectue son retour sur le ring aux côtés de Kevin Owens. Ensemble, les deux hommes battent Roman Reigns et Sami Zayn.
Le 6 mars 2023 à Raw, il effectue son retour dans le show rouge. Austin Theory le défie dans un match à WrestleMania 39 et lui offre une opportunité pour le titre des États-Unis de la WWE. Refusant au départ, il finit par changer d'avis, à la suite des nombreuses provocations du jeune champion, à qui il répond que ce dernier va regretter sa proposition.
Le 1er avril à WrestleMania 39, il ne remporte pas le titre des États-Unis, battu par Austin Theory de manière controversée.
Le 7 octobre à Fastlane, LA Knight et lui battent la Bloodline (Jimmy Uso et Solo Sikoa). Le 4 novembre à Crown Jewel, il perd face à Solo Sikoa.
Le 7 avril 2024 à WrestleMania XL, il fait son apparition pendant le Bloodline Rules match entre Roman Reigns et Cody Rhodes pour le titre incontesté, porte son Attitude Adjustment sur Solo Sikoa et le champion avant de subir un Rock Bottom du Rock, ce qui permet au second catcheur de gagner le combat et la ceinture.
Le 6 juillet à Money in the Bank, il fait une apparition surprise pour annoncer sa participation en 2025 au Royal Rumble, à l’Elimination Chamber puis à WrestleMania 41. Il annonce également qu'il prendra sa retraite définitive à la WWE à la fin de l'année 2025.

#### Tournée d'adieu et 17 fois champion du monde (2025-...)
Le 1er février 2025 au Royal Rumble, il entre dans le Men's Royal Rumble match en 23e position, élimine Finn Bálor, Braun Strowman et Logan Paul avant d'être lui-même éliminé en dernier par le futur gagnant, Jey Uso après 30 minutes de match. Le 1er mars à Elimination Chamber, il remporte le Men's Elimination Chamber match et devient aspirant no 1 pour la ceinture incontestée à WrestleMania 41. Après la rencontre, il effectue un Heel Turn, le premier depuis 2003, car il attaque Cody Rhodes, son futur adversaire et s'allie à The Rock.
Le 20 avril à WrestleMania 41, il devient le nouveau champion incontesté en battant The American Nightmare, champion de la WWE pour la 14e fois, champion du monde pour la 17e fois et le catcheur le plus titré de l'histoire du catch en termes de championnat du monde. Le 10 mai à Backlash, il conserve son titre en battant Randy Orton. Le 7 juin à Money in the Bank, Logan Paul et lui perdent face à Jey Uso et Cody Rhodes. Le 28 juin à Money in the Bank, il conserve son titre face à CM Punk.
Le 1er août à SmackDown, il effectue un Face Turn, redevient celui qu'il était avant et trinque avec Cody Rhodes. 2 soirs plus tard à SummerSlam, il ne conserve pas sa ceinture, battu par The American Nightmare dans un Street Fight match revanche. Après la rencontre, Brock Lesnar fait son retour, après 2 ans d'absence, et lui porte un F-5.

### Palmarès et distinctions

#### Palmarès
- Ohio Valley Wrestling

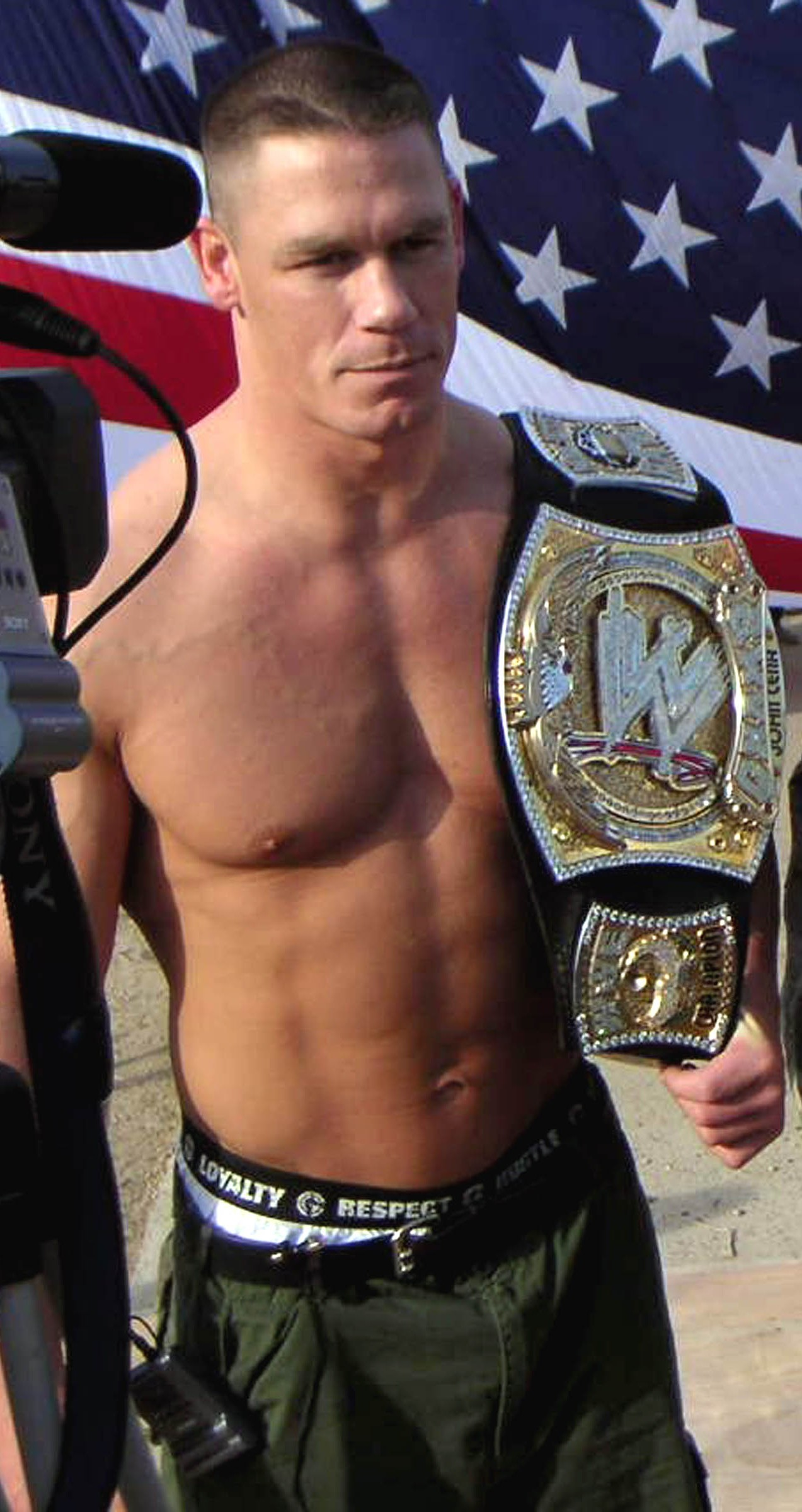
John Cena avec sa ceinture du WWE Championship.

  - 1 fois champion poids lourds de la OVW
  - 1 fois champion par équipes de la OVW avec Rico Constantino
- Ultimate Pro Wrestling
  - 1 fois champion poids-lourds de l'UPW[247]
- World Wrestling Entertainment
  - 14 fois champion de la WWE
  - 3 fois champion du monde poids-lourds de la WWE
  - 5 fois champion des États-Unis de la WWE
  - 2 fois champion par équipes de la WWE
    - 1 fois avec David Otunga[248]
    - 1 fois avec The Miz[136] (règne le plus court[Note 5])

  - 2 fois champion du monde par équipes de la WWE
    - 1 fois avec Shawn Michaels[249]
    - 1 fois avec Batista[250]

  - Vainqueur du Royal Rumble en 2008 et 2013
  - Vainqueur du Money in the Bank en 2012

### Distinctions

#### Slammy Awards
John Cena a reçu 11 Slammy Awards :
- Slammy Award 2009 du catcheur de l'année[251]
- Slammy Award 2010 du moment le plus impressionnant de l'année (pour son Attitude Adjustment sur Batista à Over the Limit)[252]
- Slammy Award 2010 du catcheur de l'année[253]
- Slammy Award 2011 du révolutionnaire de l'année[152]
- Slammy Award 2012 de l'insulte de l'année
- Slammy Award 2012 du baiser de l'année (avec AJ Lee)
- Slammy Award 2012 de la Superstar de l'année
- Slammy Award 2013 du combat de l'année (contre The Rock à WrestleMania 29)
- Slammy Award Match of the Year 2014 (Team Cena vs Team Authority)
- Slammy Award 2015 du meilleur Open Challenge de John Cena contre Cesaro à Raw le 6 juillet.
- Slammy Award 2015 du prix de héros par Coca-Cola.

### Récompenses des magazines
- Pro Wrestling Illustrated
  - Rivalité de l'année en 2006 - contre Edge[254],[255] et en 2011 contre CM Punk[254]
  - Catcheur qui s'est le plus amélioré de l'année en 2003[256]
  - Catcheur le plus populaire de l'année en 2004, 2005, 2007 et 2012[257]
  - Catcheur de l'année en 2006 et 2007[258]
  - Match de l'année en 2007 contre Shawn Michaels, en 2011 contre CM Punk, en 2013 contre Daniel Bryan, en 2014 contre Bray Wyatt et en 2016 contre AJ Styles[259]

| Année | 2001 | 2002 | 2003 | 2004 | 2005 | 2006 | 2007 | 2008 | 2009 | 2010 | 2011 | 2012 | 2013 | 2014 | 2015 | 2016 | 2017 | 2018 |
| ----- | ---- | ---- | ---- | ---- | ---- | ---- | ---- | ---- | ---- | ---- | ---- | ---- | ---- | ---- | ---- | ---- | ---- | ---- |
| Rang  | 281  | 46   | 12   | 7    | 2    | 1    | 1    | 9    | 3    | 2    | 3    | 3    | 1    | 3    | 2    | 10   | 19   | 20   |

- Wrestling Observer Newsletter
  - Wrestler of the year (Catcheur de l'année) (2007 et 2010)[261]
  - Best on Interviews (Meilleur en interview) (2007)[261]
  - Best Box Office Draw (Catcheur qui a été la plus grosse attraction de l'année) (2007)[261]
  - Most Charismatic (Catcheur le plus charismatique) (2006, 2007, 2008, 2009, 2010)[261]
  - Feud of the Year (Rivalité de l'année) (2011) contre CM Punk[261]
  - Worked Match of the Year (Meilleur combat de l'année) (2011) contre CM Punk[261]
  - 5-stars match contre CM Punk lors de Money in the Bank (2011)[262]
  - 5-stars match contre Cody Rhodes lors de SummerSlam(2025)
  - Membre du Wrestling Observer Hall of Fame (2012)
- Power Slam
  - Personnage de l'année (Character of the Year) (2003)

| Année | 2003    | 2004-2006 | 2007 | 2008-2011 |
| Rang  | 48      | -         | 29   | -         |
| Ref.  | [ 263 ] | [ 263 ]   |      |           |

### Autres distinctions
- Make-A-Wish Foundation Chris Greicius Celebrity Award[Quand ?]
- Make-A-Wish Foundation Special Recognition Award[Quand ?] (pour avoir été le premier à exaucer 300 vœux)
- 2014 : Sports Social TV Entertainer of the Year
- 2014 : Susan G. Komen Race for the Cure Grand Marshal
- 2015 : introduction au Springfield College Athletic Hall of Fame
- 2016 : USO Legacy of Achievement Award
- 2018 : Sports Illustrated Muhammad Ali Legacy Award

## Carrière musicale
John Cena a enregistré un album, You Can't See Me, avec son cousin Tha Trademarc. Il comprend, en plus d'autres musiques, son thème d'entrée My Time is Now et le single Bad, Bad Man pour lequel un clip est réalisé, parodiant la culture des années 1980, notamment la série télévisée L'Agence tous risques. Un nouveau clip est fait pour le second single, Right Now et qui était diffusé pour la première fois le 8 août 2005 à Raw. Cena et The Trademarc participaient plus tard à une chanson de The Perceptionists.

### Discographie
- You Can't See Me
  - Sortie : 10 mai 2005
  - Positions dans les charts :

| Positions | Pays        | Catégories     |
| --------- | ----------- | -------------- |
| 15        | États-Unis  | Billboard 200  |
| 10        | États-Unis  | R&B/Hip-Hop    |
| 3         | États-Unis  | Rap            |
| 103       | Royaume-Uni | Top 200 Albums |

## Carrière d'acteur

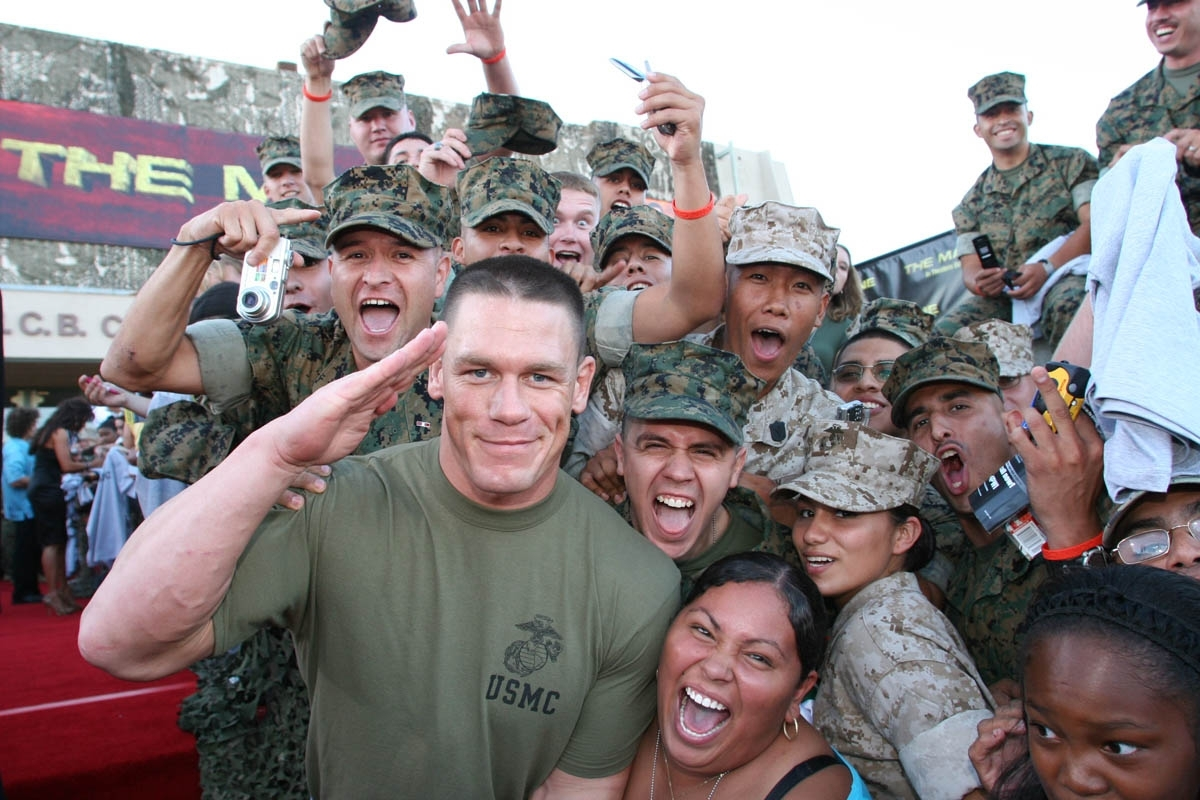
John Cena, posant avec les Marines américains, à l'avant-première du film The Marine (Le fusilier marin).

Les studios de la WWE sont une division de la World Wrestling Entertainment produisant et finançant les films des catcheurs de la fédération. Elle est responsable du premier film de Cena intitulé The Marine, le 13 octobre 2006. Une semaine après sa sortie au cinéma aux États-Unis, le film rapporte 7 millions de dollars au box office. Durant une dizaine de semaines au cinéma, le film rapporte 18,7 millions de dollars. Une fois le DVD paru, il rapporte environ 30 millions de vente durant les douze premières semaines.
Son second film, également produit par les studios de la WWE s'intitule 12 Rounds (Shoot and Run en Europe). Le tournage a commencé le 25 février 2008 à La Nouvelle-Orléans. Le film est sorti le 27 mars 2009.

## Filmographie

### Longs métrages
- 2000 : Ready to Rumble de Brian Robbins : un homme s’entraînant sur un appareil de musculation (non-crédité)
- 2006 : The Marine de John Bonito : John Triton
- 2009 : 12 Rounds de Renny Harlin : l'inspecteur Danny Fisher
- 2010 : Legendary de Mel Damski : Mike Chetley
- 2011 : The Reunion de Michael Pavone : Sam Cleary
- 2015 : Crazy Amy (Trainwreck) de Judd Apatow : Steven
- 2015 : Sisters de Jason Moore : Pazuzu
- 2015 : Very Bad Dads (Daddy's Home) de Sean Anders : Roger (caméo)
- 2017 : The Wall de Doug Liman : sergent-chef Shane Matthews
- 2017 : Very Bad Dads 2 (Daddy's Home 2) de Sean Anders : Roger
- 2018 : Contrôle parental (Blockers) de Kay Cannon : Mitchell
- 2018 : Bumblebee de Travis Knight : l'agent Jack Burns
- 2019 : Chaud devant ! (Playing with Fire) d'Andy Fickman : Jake Carson
- 2020 : Le Voyage du Docteur Dolittle (Dolittle) de Stephen Gaghan : Yoshi, un ours polaire (voix)
- 2021 : Fast and Furious 9 (F9) de Justin Lin : Jakob Toretto
- 2021 : The Suicide Squad de James Gunn : Christopher Smith / Peacemaker
- 2021 : Nos pires amis (Vacation friends) de Clay Tarver : Ron
- 2022 : La Bulle (The Bubble) de Judd Apatow : Steve
- 2022 : The Independant d'Amy Rice : Nate Sterling
- 2023 : Fast and Furious 10 (Fast X) de Louis Leterrier : Jakob Toretto
- 2023 : Barbie de Greta Gerwig : Ken (caméo)
- 2023 : Project X-Traction de Scott Waugh : Chris van Horn
- 2023 : Nos pires amis 2 (Vacation friends 2) de Clay Tarver : Ron
- 2023 : Freelance de Pierre Morel : Mason
- 2024 : Argylle de Matthew Vaughn : Wyatt
- 2024 : Ricky Stanicky de Peter Farrelly : Rod
- 2024 : Jackpot de Paul Feig (également producteur délégué)
- 2025 : Heads of State d'Ilia Naïchouller : le président des États-Unis Will Derringer (également producteur délégué)
- 2025 : Superman de James Gunn : Peacemaker (caméo)
- 2026 : Coyote vs. Acme de Dave Green : l'avocat

### Longs métrages d'animation
- 2014 : Scooby-Doo et la Folie du catch (	Scooby-Doo! WrestleMania Mystery) de Brandon Vietti : lui-même
- 2015 : The Flintstones & WWE: Stone Age Smackdown de Spike Brandt et Tony Cervone : John Cenastone
- 2016 : Les Rois de la glisse 2 (Surf's Up 2: WaveMania) de Henry Yu : J.C.
- 2017 : Ferdinand de Carlos Saldanha : Ferdinand adulte
- 2023 : Ninja Turtles: Teenage Years (Teenage Mutant Ninja Turtles: Mutant Mayhem) de Jeff Rowe et Kyler Spears : Rocksteady

### Télévision
- 2010 : Psych : Enquêteur malgré lui : Ewan O'Hara (saison 4 épisode 10 : En avant soldat ! (You Can't Handle This Episode))
- 2010 : True Jackson : lui-même (courte apparition dans un épisode)
- 2010 : Hannah Montana : lui-même (courte apparition dans un épisode)
- 2010 : Fred: The Movie : Père (imaginaire) de Fred[269]
- 2010 : The John Cena Experience : lui-même[270]
- 2011 : Fred 2: Night of the Living Fred : Père (imaginaire) de Fred [271]
- 2012 : Fred 3: Fred Camp : Père (imaginaire) de Fred
- 2015 : Parks and Recreation : lui-même  (saison 7 épisode 10 : Les adieux de Johnny Karaté (The Johnny Karate Super Awesome Musical Explosion Show))
- 2017 : Pharmacy Road : Gustav Ditters
- 2017 : Psych: The Movie : Ewan O'Hara
- 2019 : Are You Smarter than a 5th Grader? : lui-même (présentateur)
- Depuis 2022 : Wipeout (en) : lui-même (présentateur)
- Depuis 2022 : Peacemaker : Christopher Smith / Peacemaker
- 2024 : The Bear : Sammy Fak (invité, saison 3)

### Documentaires
- 2004 : John Cena: Word Life : lui-même
- 2007 : John Cena: My Life : lui-même

### Voix francophones
En version française, John Cena est dans un premier temps doublé par Martin Spinhayer dans The Marine, Erwin Grünspan dans 12 Rounds, Lionel Tua dans Psych et Julien Meunier dans Legendary.
Par la suite, Raphaël Cohen devient sa voix la plus régulière, le doublant dans Sisters, Crazy Amy, Chaud devant ! ou encore dans l'univers cinématographique DC. En parallèle, il est doublé par David Krüger dans The Wall, Bumblebee et La Bulle, par Frédéric Popovic (Very Bad Dads et sa suite) ainsi qu'Adrien Antoine (Nos pires amis (en) et sa suite) et Xavier Fagnon (Fast and Furious 9 et Argylle). À titre exceptionnel, il est doublé par Sébastien Frit dans Barbie et Jean-François Rossion dans Freelance.
En version québécoise, Frédérik Zacharek est la voix régulière de l'acteur, le doublant dans Sœurs, Bloqueurs, Bumblebee et Jouer avec le feu. Il est également doublé par Patrick Chouinard dans  Les 12 épreuves, Cas désespéré et L'Escadron suicide : La Mission, par Louis-Philippe Dandenault dans Le Fusilier Marin et par Frédéric Paquet dans Le retour de papa 2.

## Dans la culture populaire
Le personnage de John Cena est très apprécié dans la sphère internet. En 2015, à un Morning Zoo (en), un groupe d'animateur radio fait des canulars téléphoniques promouvant le catcheur. Cet extrait audio deviendra un mème Internet où John Cena apparaît (en) subitement de nulle part accompagné par son thème "The Time is Now" (en),,.

## Vie privée
- John Cena est gaucher[279].
- Il est fan d'animation japonaise et a révélé que son dessin animé préféré est Ken le Survivant (Fist of the North Star)[280].
- Il a aussi mentionné jouer à la série Command and Conquer et reconnu qu'il s'agit de son jeu vidéo préféré[281].
- Cena est aussi un supporter des Boston Red Sox[280], Tampa Bay Rays[282], New England Patriots[283], et des Boston Celtics[280].
- Il collectionne les voitures muscle cars dont il possède 30 modèles, certains étant uniques[284].
- Durant la promotion de son film 12 Rounds en 2009, John Cena a annoncé ses fiançailles[285],[286] avec Elizabeth Huberdeau. Ils se sont mariés le 11 juillet 2009. En mai 2012, sa femme demande le divorce à la suite de plusieurs complications dans son couple[287].
- En août 2012, il se met en couple avec Nikki Bella. En avril 2017, après leur match par équipe à WrestleMania 33, il lui fait une demande en mariage qu'elle accepte. Un an plus tard, en avril 2018, le couple se sépare pour diverses raisons privées[288].
- En février 2019, il entame une relation avec Shay Shariatzadeh et ils se marient le 12 octobre 2020[réf. nécessaire].